# Карамаев, Михаил Васильевич
Михаил Васильевич Карамаев — советский государственный и партийный деятель, председатель Горно-Алтайского областного исполнительного комитета.

## Биография
Родился в 1929 году в поселке Камышла Шебалинского района в семье крестьянина-бедняка. Происходит из рода тонжаан.
С 1950 года — на общественной и политической работе. В 1950—1989 гг. — первый секретарь Улаганского РК КПСС, председатель Горно-Алтайского облисполкома, заместитель председателя Верховного Совета РСФСР X созыва, делегат XXV—XXVII съездов КПСС и XIX партийной конференции. В его выступлении в ноябре 1989 года на сессии Верховного Совета РСФСР был поднят вопрос о выходе Горно-Алтайской автономной области из состава Алтайского края.
Избирался депутатом Верховного Совета РСФСР 8-го, 9-го, 10-го, 11-го созывов.
Умер в 1996 году.